# Sayalgudi
Sayalgudi é uma panchayat (vila) no distrito de Ramanathapuram, no estado indiano de Tamil Nadu.

## Demografia
Segundo o censo de 2001,  Sayalgudi  tinha uma população de 12,049 habitantes. Os indivíduos do sexo masculino constituem 50% da população e os do sexo feminino 50%. Sayalgudi tem uma taxa de literacia de 68%, superior à média nacional de 59.5%: a literacia no sexo masculino é de 77% e no sexo feminino é de 59%. Em Sayalgudi, 12% da população está abaixo dos 6 anos de idade.